# الجزائر سري
الجزائر سري أو من يقتل من (بالفرنسية: Alger confidentiel)‏ هو مسلسل قصير فرنسي - ألماني يتكون من 4 حلقات عٌرض على قناة أرتيو في 17 فبراير 2022. المسلسل مبني على رواية للكاتب الألماني أوليفر بوتيني. المسلسل من بطولة كين دوكين، هانيا عمار، سفيان  ودالي بن صلاح.

## نبذة
يدور المسلسل حول قصة اختطاف تاجر أسلحة ألمانيّا، والتحقيق الذي باشره ملحق بالسفارة الألمانية خلال مرحلة التسعينيات، المعروفة بفترة العشرية السوداء في الجزائر.

## الجدل
آثار المسلسل الجدل في الجزائر علقت وكالة الأنباء الجزائرية على العمل، معتبرة أنه خيالي ويكرس الإرادة في رؤية الفوضى تحط من جديد على الأراضي الفرنسية.كذلك، اتهمت الوكالة القنوات الفرنسية بالاستمرار في استقبال ممثلين عن حركة رشاد المعارضة والتي صنفتها الجزائر حركة إرهابية.

## روابط خارجية
الجزائر سري على موقع IMDb (الإنجليزية)
- الجزائر سري على موقع كينوبويسك (الروسية)
- الجزائر سري على موقع ألو سيني (الفرنسية)
- الجزائر سري على موقع قاعدة بيانات الفيلم (الإنجليزية)